# Copa Intercontinental de 1961
A segunda edição da Copa Intercontinental ocorreu em 1961. Foi disputada em duas partidas regulamentares e uma de desempate entre o campeão europeu e o sul-americano.
Em 27 de outubro de 2017, após uma reunião realizada na Índia, o Conselho da FIFA reconheceu os vencedores da Copa Intercontinental como campeões mundiais.

## História

### Caminhos até a final
O clube português Benfica apresentava-se nesta competição como o primeiro clube a sagrar-se campeão europeu, após os cinco títulos consecutivos do Real Madrid. Por seu lado, o Peñarol já era repetente nesta competição, dado ter participado na edição do ano anterior, em que perdeu para o Real Madrid.
O Benfica vinha de uma vitória histórica 3–2 contra o poderoso campeão espanhol Barcelona. Já o Peñarol tinha conquistado pela segunda vez consecutiva a Copa Libertadores, após derrotar o clube brasileiro Palmeiras no conjunto dos dois jogos: o primeiro jogo, ganhou em casa por 1–0 e empatou o segundo fora por 1–1.

### A decisão
Um ano depois da goleada sofrida para o Real Madrid, o Peñarol voltava à decisão do torneio que definiria a melhor equipe do mundo. O adversário era o Benfica de Portugal. A primeira partida foi disputada em 4 de setembro, em terras lusitanas, mais precisamente no Estádio da Luz, em Lisboa, diante de 40 mil torcedores, com vitória portuguesa por 1 a 0. A revanche foi no dia 17 de setembro, no Estádio Centenário com mais de 56 mil torcedores. Naquele dia, o Peñarol aplicou uma goleada de 5 a 0. Antes do intervalo, a equipe uruguaia já vencia por 4 a 0, com gols de Sasía, Joya (2) e Spencer. Na segunda etapa, Spencer marcou o segundo dele na partida e o quinto gol. Fim de jogo: Peñarol 5x0 Benfica.
A partida desempate foi realizada dois dias após a impressionante goleada. A partida era novamente no Estádio Centenário, dessa vez mais cheio, com mais de 60 mil torcedores. Aos 5 minutos Sasía abriu o placar para a equipe uruguaia. Eusébio, ídolo português, empatou aos 35 minutos. Mas Sasía, de novo ele, dessa vez de pênalti, fez o segundo gol do Peñarol aos 40 minutos. O Benfica pressionou, lutou o segundo tempo inteiro mas não conseguiu passar da  forte marcação da zaga uruguaia, e viu Peñarol conquistar o título de melhor equipe do mundo.

## Participantes
| Equipe  | Cidade     | Classificação                                           | Participação |
| ------- | ---------- | ------------------------------------------------------- | ------------ |
| Benfica | Lisboa     | Campeão da Taça dos Clubes Campeões Europeus de 1960–61 | 1ª           |
| Peñarol | Montevidéu | Campeão da Copa Libertadores da América de 1961         | 2ª           |

## Chaveamento
|  | A Classificação[NOTA] | A Classificação[NOTA] | A Classificação[NOTA] | A Classificação[NOTA] |   |         | Copa Intercontinental 1961 | Copa Intercontinental 1961 | Copa Intercontinental 1961 | Copa Intercontinental 1961 |
|  |                       |                       |                       |                       |   |         |                            |                            |                            |                            |
|  | Benfica               | 3                     | –                     | –                     |   |         |                            |                            |                            |                            |
|  | Barcelona             | 2                     | –                     | –                     |   |         |                            |                            |                            |                            |
|  | Barcelona             | 2                     | –                     | –                     |   | Benfica | 1                          | 0                          | 1                          |                            |
|  |                       |                       |                       |                       |   | Benfica | 1                          | 0                          | 1                          |                            |
|  |                       | Peñarol               | 0                     | 5                     | 2 |         |                            |                            |                            |                            |
|  | Peñarol               | Peñarol               | 0                     | 5                     | 2 | 1       | 1                          | –                          |                            |                            |
|  | Peñarol               |                       |                       |                       |   | 1       | 1                          | –                          |                            |                            |
|  | Palmeiras             | 0                     | 1                     | –                     |   |         |                            |                            |                            |                            |

Notas
- NOTA^  Essas partidas não foram realizadas pela Copa Intercontinental. Ambas as partidas foram realizadas pelas finais da Liga dos Campeões da Europa e Copa Libertadores da América daquele ano.

## Partidas

### Jogo de ida
| 4 de setembro de 1961 | Benfica    | 1 – 0 | Peñarol |                                           |
|                       | Coluna 60' |       |         | Público: 40,000 Árbitro: CHE Othmar Huber |

|  | Benfica | Peñarol |

| BENFICA:      |  |               |
|               |  |               |
| G             |  | Costa Pereira |
| LD            |  | Ângelo        |
| Z             |  | Saraiva       |
| Z             |  | João          |
| LE            |  | Cruz          |
| M             |  | Neto          |
| M             |  | José Augusto  |
| A             |  | Santana       |
| A             |  | Águas         |
| A             |  | Coluna        |
| A             |  | Cavém         |
| Treinador:    |  |               |
| Béla Guttmann |  |               |

| PEÑAROL:        |  |           |
|                 |  |           |
| G               |  | Maidana   |
| LD              |  | Martínez  |
| Z               |  | Cano      |
| Z               |  | González  |
| LE              |  | Gonçalves |
| M               |  | Aguerre   |
| M               |  | Cubilla   |
| A               |  | Spencer   |
| A               |  | Cabrera   |
| A               |  | Sasía     |
| A               |  | Ledesma   |
| Treinador:      |  |           |
| Roberto Scarone |  |           |

### Jogo de volta
| 17 de setembro de 1961 | Peñarol                                            | 5 – 0 | Benfica | Centenário, Montevidéu                        |
|                        | Sasía 10' (pen) · Joya 19', 28' · Spencer 42', 58' |       |         | Público: 56 358 Árbitro: ARG Carlos Nai Foino |

|  | Peñarol | Benfica |

| PEÑAROL:        |  |           |
|                 |  |           |
| G               |  | Maidana   |
| LD              |  | Martínez  |
| Z               |  | Cano      |
| Z               |  | González  |
| LE              |  | Gonçalves |
| M               |  | Aguerre   |
| M               |  | Cubilla   |
| A               |  | Ledesma   |
| A               |  | Sasía     |
| A               |  | Spencer   |
| A               |  | Joya      |
| Treinador:      |  |           |
| Roberto Scarone |  |           |

| BENFICA:      |  |               |
|               |  |               |
| G             |  | Costa Pereira |
| LD            |  | Ângelo        |
| Z             |  | Saraiva       |
| Z             |  | João          |
| LE            |  | Cruz          |
| M             |  | Neto          |
| M             |  | José Augusto  |
| A             |  | Santana       |
| A             |  | Mendes        |
| A             |  | Coluna        |
| A             |  | Cavém         |
| Treinador:    |  |               |
| Béla Guttmann |  |               |

### Jogo de desempate
| 19 de setembro de 1961 | Peñarol          | 2 — 1 | Benfica     | Centenario, Montevidéu (Uruguai)             |
| 21:00 h (UTC-3)        | Sasía 5' 40' (P) |       | Eusébio 35' | Público: 60,241 Árbitro: José Luis Praddaude |

|  | Peñarol | Benfica |

| PEÑAROL:        |  |           |
|                 |  |           |
| G               |  | Maidana   |
| LD              |  | Martínez  |
| Z               |  | Cano      |
| Z               |  | González  |
| LE              |  | Gonçalves |
| M               |  | Aguerre   |
| M               |  | Cubilla   |
| A               |  | Ledesma   |
| A               |  | Sasía     |
| A               |  | Spencer   |
| A               |  | Joya      |
| Treinador:      |  |           |
| Roberto Scarone |  |           |

| BENFICA:      |  |               |
|               |  |               |
| G             |  | Costa Pereira |
| LD            |  | Ângelo        |
| Z             |  | Humberto      |
| Z             |  | Neto          |
| LE            |  | Cruz          |
| M             |  | Simões        |
| M             |  | José Augusto  |
| A             |  | Eusébio       |
| A             |  | Águas         |
| A             |  | Coluna        |
| A             |  | Cavém         |
| Treinador:    |  |               |
| Béla Guttmann |  |               |

## Campeão
| Copa Intercontinental de 1961 |
| ----------------------------- |
| Peñarol 1° titulo             |